# چوی وون-یونگ
چوی وون-یانگ (انگلیسی: Choi Won-young؛ زادهٔ ۱۰ ژانویهٔ ۱۹۷۶) بازیگر، بازیگر سینما، رقصنده، و بازیگر تلویزیون اهل کره جنوبی است.

## زندگی شخصی
چوی در تاریخ ۲۸ فوریه ۲۰۱۴ در سامسئونگ دونگ با شیم یی-یونگ ازدواج کرد .